# Megatoma giffardi
Megatoma giffardi là một loài bọ cánh cứng trong họ Dermestidae. Loài này được Blaisdell miêu tả khoa học năm 1927.